# Вейсбах, Юлиус
Юлиус Людвиг Вейсбах (нем. Julius Ludwig Weisbach; 1806—1871) — саксонский математик и механик-гидравлик.

## Биография
С 1822 года Вейсбах учился во Фрайбергской горной академии, позже слушал лекции математики в Геттингенском университете и, наконец, в Политехнической школе в Вене. 
В 1833 году получил место преподавателя прикладной математики во Фрайбергской горной Академии, где и оставался до своей смерти.

## Вклад в науку
Учёно-педагогическая деятельность Вейсбаха особенно известна с 1841 года, когда он начал свои исследования по разным вопросам гидравлики. Открытие им неполного сжатия струи воды при истечении через отверстия и трубки принадлежит к одним из наиболее важных успехов гидравлики после Бернулли. Практические коэффициенты, выведенные Вейсбахом из наблюдений над истечением воды через щитовые отверстия и протокам по трубам, в значительной степени упрощают все расчеты по этой части гидравлики.
Результаты гидравлических своих исследований Вейсбах опубликовал в следующих сочинениях: «Versuche über den Austluss des Wassers durch Schieber, Hähne, Klappen und Ventile» (Лейпц., 1842); «Versuche über die unvollkomende Kontraction des Wassers beim Ausfluss desselben aus Röhren und Gelassen» (Лейпц., 1843); «Experimental hydravlik» (Фрейб., 1856).
Кроме гидравлики, Вейсбах занимался геодезией, маркшейдерским искусством, придумал монодиметрическую и анизометрическую (аксонометрическую) методы проекции. Из научных трудов Вейсбаха по этим отраслям технических наук следует указать на: «Handbuch der Bergmaschinenmechanik» (2 т., Лейпциг, 1835—1836); «Markscheidekunst» (2 т., Брауншвейг, 1850—1859); «Der Ingenier» (Брауншвейг, 1874—1877); «Versuche über die Leistungen eines einfachen Reactionsrades» (Фрейб., 1851). Сверх того, Вейсбах писал много статей в технических журналах: «Polytechnische Centralblatt», «Ingenieur», «Civilingenieur» и в «Polytechnische Mittheilungen»; в этом последнем журнале Вейсбах поместил свою статью об аксонометрической проекции под заглавием «Anleitung zum axonometrischen Zeichnen» (Фрейб., 1857).
Главным его научно-литературным трудом следует считать «Lehrbuch der Ingenieur und Maschinenmechanik» (3 т., Брауншвейг, 1845—1854), выдержавшее несколько изданий и переведенное почти на все европейские языки, в том числе и на русский И. Стебницким, Н. Соколовым и П. Усовым. Прибор Вейсбаха, примененный им при гидравлических исследованиях, находится в настоящее время в институте инженеров путей сообщения в СПб.
Сын Юлиуса Вайсбаха — Юлиус Альбин, стал также учёным.